# Negative Spaces
Negative Spaces es el sexto álbum de estudio de la cantante estadounidense Poppy. Fue lanzado a través de Sumerian Records el 15 de noviembre de 2024. El álbum fue producido por el ex tecladista y productor de Bring Me the Horizon, Jordan Fish.

## Antecedentes y lanzamiento
El 27 de octubre de 2023, Poppy lanzó su quinto álbum de estudio Zig. En varias entrevistas, insinuó una posible "segunda parte" de Zig, refiriéndose a él como Zag. Durante el 2024, apareció en el sencillo de Bad Omens "V.A.N" y el sencillo de Knocked Loose "Suffocate", que recibieron reacciones y críticas positivas. En junio, lanzó un nuevo sencillo titulado "New Way Out". En una entrevista con NME, confirmó que su nuevo álbum está "a la vuelta de la esquina" y que sería producido por Jordan Fish. El 17 de septiembre, lanzó el segundo sencillo titulado "They're All Around Us". El álbum y su fecha de lanzamiento, fijada para el 15 de noviembre, se anunciaron el 23 de septiembre. El 15 de octubre, se lanzaron dos canciones, "The Cost of Giving Up" y "Crystallized".

## Composición
Musicalmente, el álbum ha sido descrito como metal alternativo, metalcore, industrial, pop metal, arena rock, pop metal,electropop, synth-pop e hyperpop, con elementos de grunge, emo, space rock y tech-metal.

## Lista de canciones
Todas las canciones escritas y compuestas por Poppy, Jordan Fish, y Stephen Harrison. 
| N.º | Título                     | Productor (es) | Duración |  |
| 1.  | «Have You Had Enough?»     |                | 3:38     |  |
| 2.  | «The Cost of Giving Up»    |                | 3:17     |  |
| 3.  | «They're All Around Us»    |                | 3:25     |  |
| 4.  | «Yesterday»                |                | 0:48     |  |
| 5.  | «Crystallized»             |                | 3:06     |  |
| 6.  | «Vital»                    |                | 3:20     |  |
| 7.  | «Push Go»                  |                | 3:33     |  |
| 8.  | «Nothing»                  |                | 3:04     |  |
| 9.  | «The Center's Falling Out» |                | 2:25     |  |
| 10. | «Hey There»                |                | 1:29     |  |
| 11. | «Negative Spaces»          |                | 2:55     |  |
| 12. | «Surviving on Defiance»    |                | 3:28     |  |
| 13. | «New Way Out»              |                | 3:23     |  |
| 14. | «Tomorrow»                 |                | 0:52     |  |
| 15. | «Halo»                     |                | 3:41     |  |